# Giovanni Battista Pitteri
Giovanni Battista Pitteri, též Giambattista Pitteri nebo Gianbattista Pitteri (12. ledna 1775 Farra d'Isonzo – 19. září 1855), byl rakouský právník a politik italské národnosti z regionu Gorice a Gradiška, během revolučního roku 1848 poslanec Říšského sněmu.

## Biografie
Pocházel z vlivného rodu. Jeho otec Vincenzo Pitteri, původně z Benátek, se usadil ve Farra d'Isonzo. Zde si Giovanni Battista Pitteri roku 1814 postavil vilu. Po řadu let byl advokátem v Terstu. Roku 1849 se uvádí jako Dr. Johann B. Pitteri z obce Farra d'Isonzo.
Během revolučního roku 1848 se zapojil do veřejného dění. Hlásil se k furlanskému a italskému národnímu hnutí. Ve volbách roku 1848 byl zvolen i na ústavodárný Říšský sněm. Zastupoval volební obvod Gradisca d'Isonzo. Tehdy se uváděl coby doktor. Řadil se ke sněmovní levici. Patřil do početné skupiny advokátů, kteří se stali poslanci Říšského sněmu. Byl mezi nimi nejstarší. Bylo mu 70 let. Působil jako advokát v Terstu.
Jeho vnukem byl básník Riccardo Pitteri.